# Brachychalcinus
Brachychalcinus es un  género de peces de la familia Characidae en el orden de los Characiformes.

## Especies
Hay cinco especies en este género:
- Brachychalcinus copei (Steindachner, 1882)
- Brachychalcinus nummus J. E. Böhlke, 1958
- Brachychalcinus orbicularis (Valenciennes, 1850)
- Brachychalcinus parnaibae R. E. dos Reis, 1989
- Brachychalcinus retrospina Boulenger, 1892